# جوایز ساترن
جوایز ساترن (به انگلیسی: Saturn Awards) جوایزی است که از سوی آکادمی فیلم‌های علمی-تخیلی، فانتزی و ترسناک اعطا می‌شود. این جایزه از سال ۱۹۷۲ تاکنون به بازیگران و عوامل سینما و تلویزیون تعلق گرفته‌است.

## جوایز
- بهترین فیلم علمی تخیلی
- بهترین فیلم ترسناک
- بهترین فیلم فانتزی
- بهترین فیلم انیمیشنی
- بهترین فیلم بین‌المللی
- بهترین فیلم اکشن یا ماجراجویی
- بهترین فیلم مستقل
- بهترین فیلم هیجان انگیز
- بهترین فیلم اقتباسی از کمیک
- بهترین کارگردانی فیلم
- بهترین فیلم نویسی
- بهترین بازیگر مرد در یک فیلم
- بهترین بازیگر زن فیلم
- بهترین بازیگر نقش مکمل مرد در یک فیلم
- بهترین بازیگر نقش مکمل زن در یک فیلم
- بهترین بازی توسط یک بازیگر جوان در یک فیلم
- بهترین موسیقی
- بهترین تدوین فیلم
- بهترین طراحی تولید فیلم
- بهترین طراحی لباس فیلم
- بهترین گریم فیلم
- بهترین جلوه‌های ویژه فیلم

### تلویزیون
- بهترین سریال تلویزیونی علمی تخیلی
- بهترین سریال تلویزیونی فانتزی
- بهترین سریال تلویزیونی ترسناک
- بهترین سریال تلویزیونی اکشن/هیجان انگیز
- بهترین سریال انیمیشن تلویزیونی
- بهترین بازیگر مرد تلویزیون
- بهترین بازیگر زن تلویزیون
- بهترین بازیگر نقش مکمل مرد در تلویزیون
- بهترین بازیگر نقش مکمل زن تلویزیون
- بهترین نقش اول مهمان در تلویزیون
- بهترین بازی توسط یک بازیگر جوان در یک سریال تلویزیونی

### سرویسهای استریم
- بهترین مینی سریال تلویزیونی استریم
- بهترین سریال تلویزیونی اکشن/ماجراجویی استریم
- بهترین سریال تلویزیونی فانتزی استریم
- بهترین سریال ترسناک و هیجان انگیز
- بهترین سریال تلویزیونی علمی تخیلی
- بهترین بازیگر مرد در یک سریال تلویزیونی استریمی
- بهترین بازیگر زن در یک سریال تلویزیونی استریمی
- بهترین بازیگر نقش مکمل مرد در یک سریال تلویزیونی استریمی
- بهترین بازیگر نقش مکمل زن در یک سریال تلویزیونی استریمی
- بهترین نقش آفرینی توسط یک بازیگر جوان در یک سریال تلویزیونی استریمی
- بهترین بازیگر مهمان در یک سریال تلویزیونی پخش استریمی

### نمایش خانگی
- بهترین DVD یا Blu-ray منتشر شده
- بهترین نسخه DVD یا Blu-ray نسخه ویژه
- بهترین فیلم کلاسیک منتشر شده دی وی دی
- بهترین پخش DVD تلویزیونی
- بهترین مجموعه دی وی دی یا بلوری
- بهترین سریال تلویزیونی یکپارچه سازی با سیستم عامل بر روی DVD

### جوایز ویژه
- جایزه یادبود جورج پال
- جایزه ویژه یک عمر دستاورد هنری
- جایزه یادبود رئیس‌جمهور
- جایزه قدردانی ویژه
- جایزه عملکرد موفقیت‌آمیز